# Simon Ramo
Simon Ramo (født 7. maj 1913, død 27. juni 2016) var en amerikansk ingeniør, erhvervsleder og forfatter. Han ledede udviklingen af mikrobølge- og missilteknologierne og er også kendt som faderen til de interkontinentale ballistiske missiler (ICBM). Han udviklede også General Electrics elektronmikroskop. Han havde været delvis ansvarlig for oprettelsen af to Fortune 500-virksomheder, Ramo-Wooldridge (TRW efter 1958) og Bunker-Ramo (nu en del af Honeywell).